# Шатурская ГРЭС

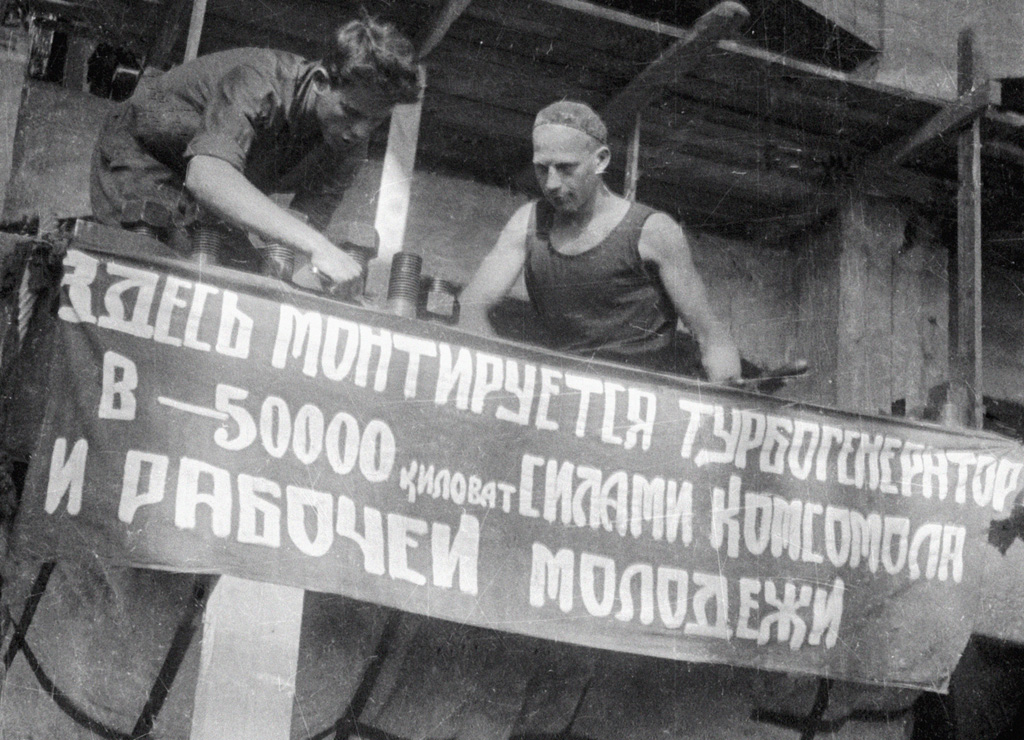
На строительстве Шатурской электростанции, 1931 год

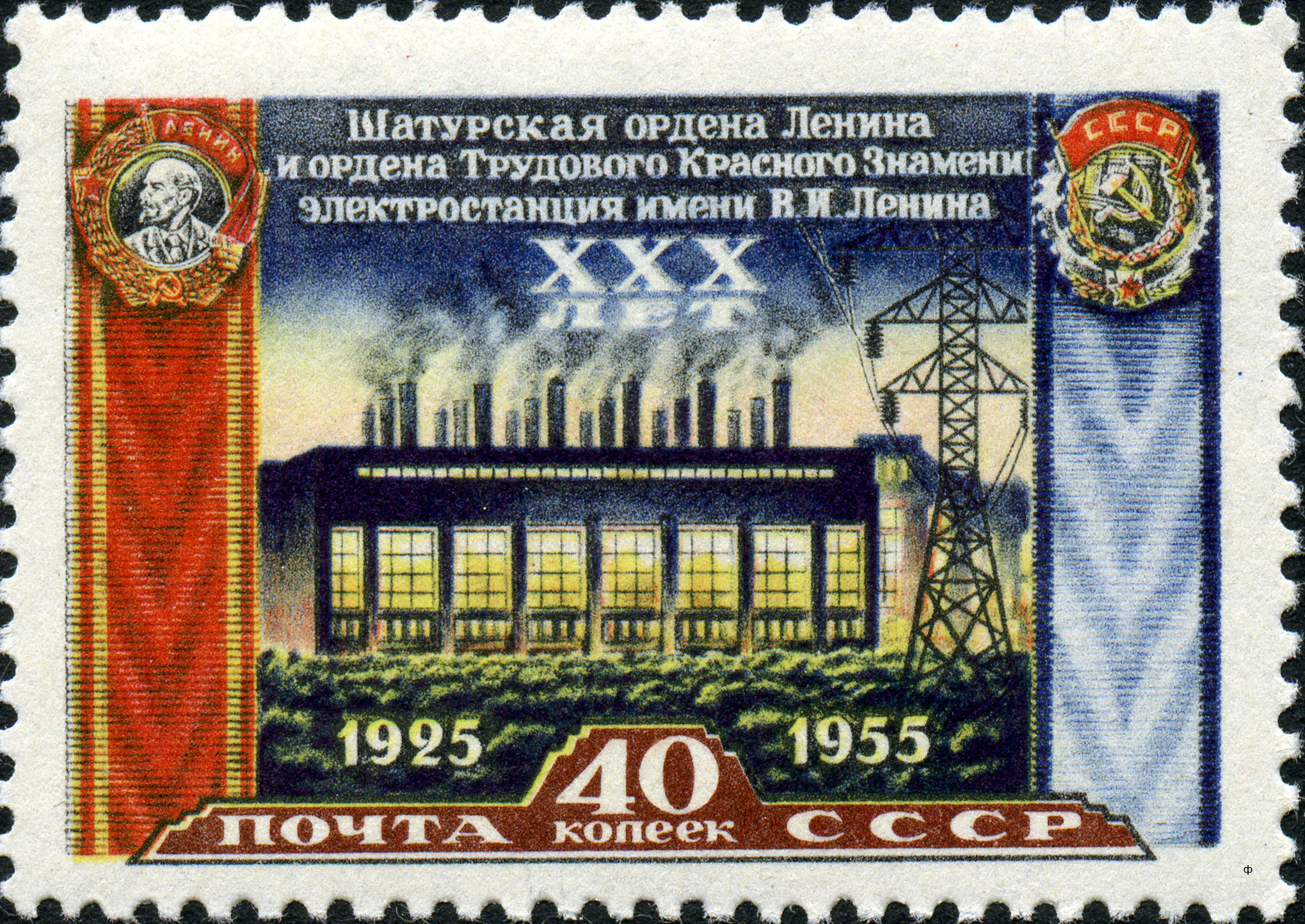
Почтовая марка СССР, 1956 год

Шату́рская ГРЭС имени В. И. Ле́нина — тепловая электростанция (ГРЭС) мощностью 1500 МВт, расположенная в городе Шатура Московской области. Одна из старейших электростанций в России. Основана в 1920 году при реализации плана ГОЭЛРО. Первоначально работала на торфе, сейчас основной вид топлива — природный газ. Входит в состав генерирующей компании ПАО «Юнипро».

## История
Идея строительства Шатурской ГРЭС возникла ещё до Октябрьской революции. Место для её строительства было выбрано ещё в 1914 году Р. Э. Классоном по причине богатых залежей торфа. В марте 1917 года Московская городская управа поручает И. И. Радченко и А. В. Винтеру начать подготовку строительства электростанции на Шатурских торфяных болотах, однако в связи с последующими событиями в истории страны работы были приостановлены.
Весной 1918 года Советское правительство возобновляет работы по строительству Шатурской электростанции, для чего организуется управление «Шатурстрой», начальником которого назначается А. В. Винтер. Первоначально сооружается т. н. «Малая Шатура» — опытная электростанция небольшой мощности для отработки технологии сжигания торфа. Её торжественное открытие состоялось 25 июля 1920 года.
Одновременно велись работы по осушению торфяных болот, разработке залежей торфа, сооружению складских помещений, подсобных мастерских, прокладывались подъездные железнодорожные пути. Также строился рабочий посёлок, столовая, школа, больница и другие бытовые службы. Для электроснабжения стройки была проведена линия электропередачи от Зуевской подстанции.
В 1923 году начинается строительство основной электростанции («Большой Шатуры»). На основе экспериментов по сжиганию торфа на опытной электростанции принято решение использовать топки с цепными решётками инженера Т. Ф. Макарьева. Одновременно за рубежом приобретаются две паровые турбины мощностью 16 МВт каждая.
Первые 6 котлов и две турбины «Большой Шатуры» введены в работу 6 декабря 1925 г., третий агрегат в 1927 г.
На митинге в декабре 1925 года, посвящённому открытию электростанции, ей было присвоено имя В. И. Ленина.
Для удовлетворения потребности электростанции в топливе в 1927 году была начата добыча торфа на Петровском торфопредприятии, 1930 году — на Бакшеевском торфопредприятии и в 1935 году — на Туголесском торфопредприятии.
В 1933 году были введены в эксплуатацию три агрегата мощностью 44 МВт каждый. Таким образом, совокупная мощность электростанции составила 180 МВт. Оборудование демонтировано в середине 1960-х годов[уточнить].
В 1966—1972 годах была построена и введена в эксплуатацию 2-я очередь электростанции мощностью 600 МВт (3 агрегата по 200 МВт каждый) с двухкорпусными барабанными котлами, с промежуточным перегревом пара (типа ТП-108 таганрогского завода) для работы на фрезерном торфе или торфе в смеси с мазутом.
В 1977—1978 годах были введены в эксплуатацию два блока мощностью 210 МВт каждый с турбоагрегатами типа К-210-130, барабанными однокорпусными котлами с промежуточным перегревом пара, работающими на мазуте.
В 1982 году был введён теплофикационный энергоблок с турбиной ПТ-80/100-130 и котлом БКЗ-320-140ГМ, работающем на мазуте.
В 1986 году — введён ещё один котёл БКЗ-320-140ГМ.
В 1986—1989 годах был реализован проект «Реконструкция ГРЭС № 5 на сжигание газа», разработанный Московским отделением института «Атом-теплоэлектропроект».
В 1991 году была запущена водогрейная котельная с двумя газомазутными водогрейными котлами КВГМ-50, производительностью по 50 Гкал/час каждый.
В 2006 году были снесены старые машинные здания постройки 1920-х годов, которые в последнее время использовались под котельные. На освобождённой территории было начато сооружение нового блока.
В 2010 году немецкий концерн E.ON и его дочерняя компания ОАО «ОГК-4» осуществили официальный пуск нового парогазового энергоблока мощностью 400 МВт.
Проект ПГУ-400, запущенный Шатурской ГРЭС 26 ноября 2010 года, стал первым российским проектом, получившим одобрение ООН в рамках механизмов Киотского протокола, благодаря своей экологичности.
В первом квартале 2019 года произведена перемаркировка парогазовой установки, в результате чего мощность электростанции достигла 1500 МВт.
Выработка тепловой и электрической энергии
| Выработка электроэнергии, млн. кВтч | 2010  | 2011  | 2012  | 2013  | 2014  | 2015  | 2016  | 2017  | 2018  | 2019    | 2020  | 2021  | 2022 |
| ----------------------------------- | ----- | ----- | ----- | ----- | ----- | ----- | ----- | ----- | ----- | ------- | ----- | ----- | ---- |
|                                     | 4 112 | 5 893 | 5 185 | 5 311 | 4 969 | 4 899 | 5 306 | 3 849 | 4 669 | 4 137,2 | 4 499 | 6 224 | 6067 |

| КИУМ, % | 2010 | 2011 | 2012 | 2013 | 2014 | 2015 | 2016 | 2017 | 2018 | 2019 | 2020 | 2021 | 2022 |
| ------- | ---- | ---- | ---- | ---- | ---- | ---- | ---- | ---- | ---- | ---- | ---- | ---- | ---- |
|         | 41,2 | 45,0 | 39,5 | 40,6 | 38,0 | 37,4 | 40,4 | 29,4 | 35,7 | 31,5 | 34,1 | 47,4 | 49,5 |

## Награды
- орден Ленина (1939)
- орден Трудового Красного Знамени (1945)

## Современное состояние
Энергоблоки:
- 3×200 МВт (конденсационные блоки на котлах ТП-108 с турбинами К-200-130 ЛМЗ и генераторами ТГВ-200)
- 2×210 МВт (конденсационные блоки на котлах ТМ-104А с турбинами К-210-130 ЛМЗ и генераторами ТГВ-200)
- 1×80 МВт (теплофикационный блок на двух котлах БКЗ-320-140ГМ с турбиной ПТ-80/100-130-13 ЛМЗ и генератором ТВФ-120-2)
- 1×400 МВт (парогазовый блок на базе маневренной газовой турбины производства General Electric)

Дымовые газы отводятся по двум железобетонным трубам (высотой 180 м) и одной металлической (высотой 100 м).
Электроэнергия отдаётся по 17 линиям:
- ЛЭП 220 кВ: 2шт. на ПС Нежино, 1шт. на ПС Ногинск, 1шт. на ПС Шибаново, 1шт. на ПС Крона, 1шт. на ПС Пески;
- ЛЭП 110 кВ: 1шт. на ПС Экситон, 1шт. на ПС Дулёво, 1шт. на ПС Гребчиха, 2шт. на ПС Спортивная, 2шт. на ПС Рошаль, 1шт. на ПС Кривандино, 1шт. на ПС Бруски;
- ЛЭП 35 кВ: 1шт. на ПС Долгуша, 1шт. на ПС Кобелевская.

Установленная мощность станции составляет 1500 МВт и 344,3 Гкал/ч (2022). Выработка электроэнергии 6067 млн кВт·ч (2022). Отпуск теплоэнергии с коллекторов 332 тыс. Гкал (2022). Средне-списочная численность персонала на 30.12.2022 г. — 855 человек..
Топливный баланс на 2016 год: природный газ 1247,7 млн м³ (78 %), торф 670,5 тыс. т (11,5 %), мазут 93,5 тыс. т (6,7 %), уголь 126,8 тыс. т (3,8 %).

## Перечень основного оборудования
| Агрегат                                                 | Тип                                     | Изготовитель                      | Количество | Ввод в эксплуатацию | Основные характеристики | Основные характеристики | Источники   |
| Агрегат                                                 | Тип                                     | Изготовитель                      | Количество | Ввод в эксплуатацию | Параметр                | Значение                | Источники   |
| ------------------------------------------------------- | --------------------------------------- | --------------------------------- | ---------- | ------------------- | ----------------------- | ----------------------- | ----------- |
| Оборудование паротурбинных установок                    |                                         |                                   |            |                     |                         |                         |             |
| Паровой котёл                                           | ТП-108                                  | —                                 | 6          | 1966—1972 г.        | Топливо                 | газ, мазут, уголь, торф | —           |
| Паровой котёл                                           | ТП-108                                  | —                                 | 6          | 1966—1972 г.        | Производительность      | 350 т/ч                 | —           |
| Паровой котёл                                           | ТП-108                                  | —                                 | 6          | 1966—1972 г.        | Параметры пара          | 140 кгс/см2, 545 °С     | —           |
| Паровой котёл                                           | ТМ-104А                                 | —                                 | 2          | 1977—1978 г.        | Топливо                 | газ, мазут              | —           |
| Паровой котёл                                           | ТМ-104А                                 | —                                 | 2          | 1977—1978 г.        | Производительность      | 670 т/ч                 | —           |
| Паровой котёл                                           | ТМ-104А                                 | —                                 | 2          | 1977—1978 г.        | Параметры пара          | 140 кгс/см2, 545°С      | —           |
| Паровой котёл                                           | БКЗ-320-140ГМ                           | —                                 | 2          | 1982 г.             | Топливо                 | газ,мазут               | —           |
| Паровой котёл                                           | БКЗ-320-140ГМ                           | —                                 | 2          | 1982 г.             | Производительность      | 320 т/ч                 | —           |
| Паровой котёл                                           | БКЗ-320-140ГМ                           | —                                 | 2          | 1982 г.             | Параметры пара          | 140 кгс/см2, 555 °С     | —           |
| Паровая турбина                                         | К-200-130                               | Ленинградский металлический завод | 3          | 1971—1972 г.        | Установленная мощность  | 200 МВт                 | —           |
| Паровая турбина                                         | К-200-130                               | Ленинградский металлический завод | 3          | 1971—1972 г.        | Тепловая нагрузка       | — Гкал/ч                | —           |
| Паровая турбина                                         | К-210-130                               | Ленинградский металлический завод | 2          | 1977—1978 г.        | Установленная мощность  | 210 МВт                 | —           |
| Паровая турбина                                         | К-210-130                               | Ленинградский металлический завод | 2          | 1977—1978 г.        | Тепловая нагрузка       | — Гкал/ч                | —           |
| Паровая турбина                                         | ПТ-80/100-130/13                        | Ленинградский металлический завод | 1          | 1982 г.             | Установленная мощность  | 80 МВт                  | —           |
| Паровая турбина                                         | ПТ-80/100-130/13                        | Ленинградский металлический завод | 1          | 1982 г.             | Тепловая нагрузка       | 100 Гкал/ч              | —           |
| Оборудование парогазовой установки ПГУ-400 (STAG 109FA) |                                         |                                   |            |                     |                         |                         |             |
| Газовая турбина                                         | PG9351FA                                | General Electric                  | 1          | 2010 г.             | Топливо                 | газ                     | [ 4 ]       |
| Газовая турбина                                         | PG9351FA                                | General Electric                  | 1          | 2010 г.             | Установленная мощность  | 270 МВт                 | [ 4 ]       |
| Газовая турбина                                         | PG9351FA                                | General Electric                  | 1          | 2010 г.             | tвыхлопа                | — °C                    | [ 4 ]       |
| Котёл-утилизатор                                        | HRSG-285/43/41-10,4/2,5/0,5-556/300/294 | CMI Group                         | 1          | 2010 г.             | Производительность      | 285 т/ч                 | [ 4 ] [ 5 ] |
| Котёл-утилизатор                                        | HRSG-285/43/41-10,4/2,5/0,5-556/300/294 | CMI Group                         | 1          | 2010 г.             | Параметры пара          | 10,4 МПа, 556 °С        | [ 4 ] [ 5 ] |
| Котёл-утилизатор                                        | HRSG-285/43/41-10,4/2,5/0,5-556/300/294 | CMI Group                         | 1          | 2010 г.             | Тепловая мощность       | 0 Гкал/ч                | [ 4 ] [ 5 ] |
| Паровая турбина                                         | D10                                     | General Electric                  | 1          | 2010 г.             | Установленная мощность  | 130 МВт                 | [ 4 ]       |
| Паровая турбина                                         | D10                                     | General Electric                  | 1          | 2010 г.             | Тепловая нагрузка       | 0 Гкал/ч                | [ 4 ]       |